# Adolf Busch

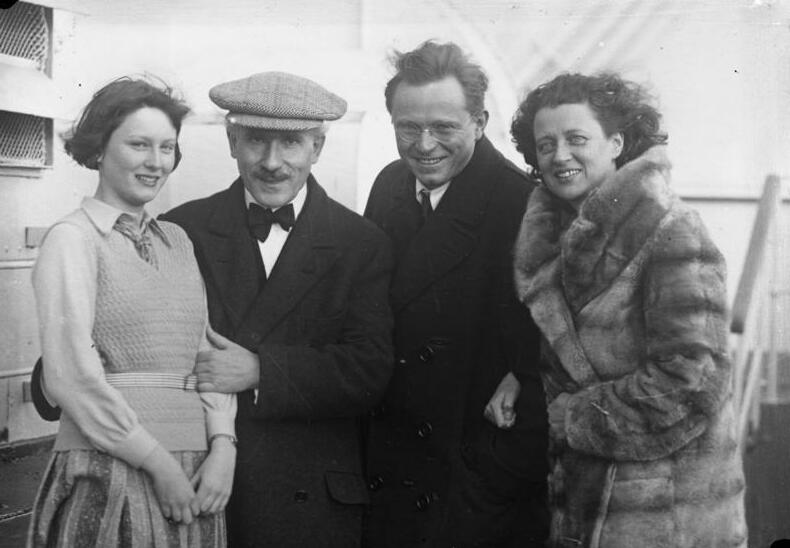
Adolf Busch med fru och dotter samt Arturo Toscanini.

Adolf Busch, född 8 augusti 1891, död 9 juni 1952, var en tysk violinist och tonsättare. Adolf Busch var bror till dirigenten Fritz Busch.
Busch studerade vid konservatoriet i Köln och blev 1912 konsertmästare vid Konzertverein i Wien, och efterträdde 1918 Henri Marteau som lärare vid högskolan i Berlin. Han bosatte sig 1926 i Basel. Busch, som en tid ansågs som en av Tysklands främsta violinister, ledde från 1919 även en stråkkvartett. Han komponerade också orkester- och kammarmusik, orgelstycken och sånger.